# Husaren-Regiment „von Zieten“ (Brandenburgisches) Nr. 3

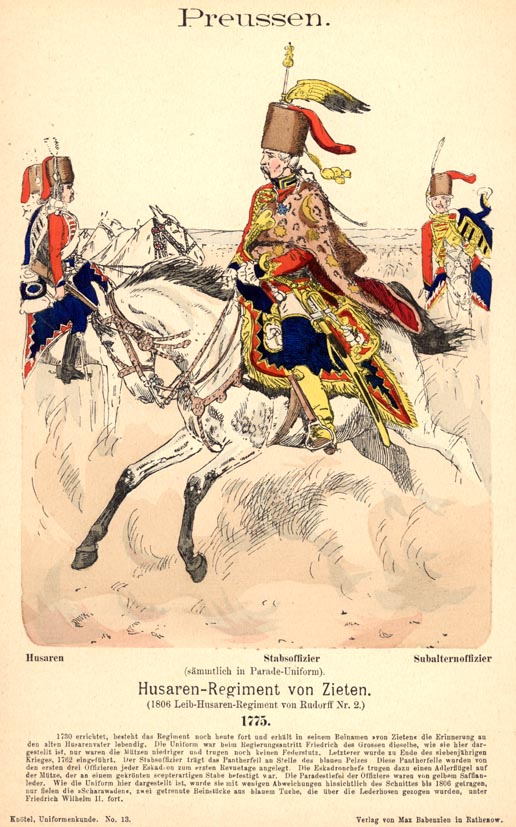
Zieten-Husaren im Jahr 1775. Zeichnung von Richard Knötel.

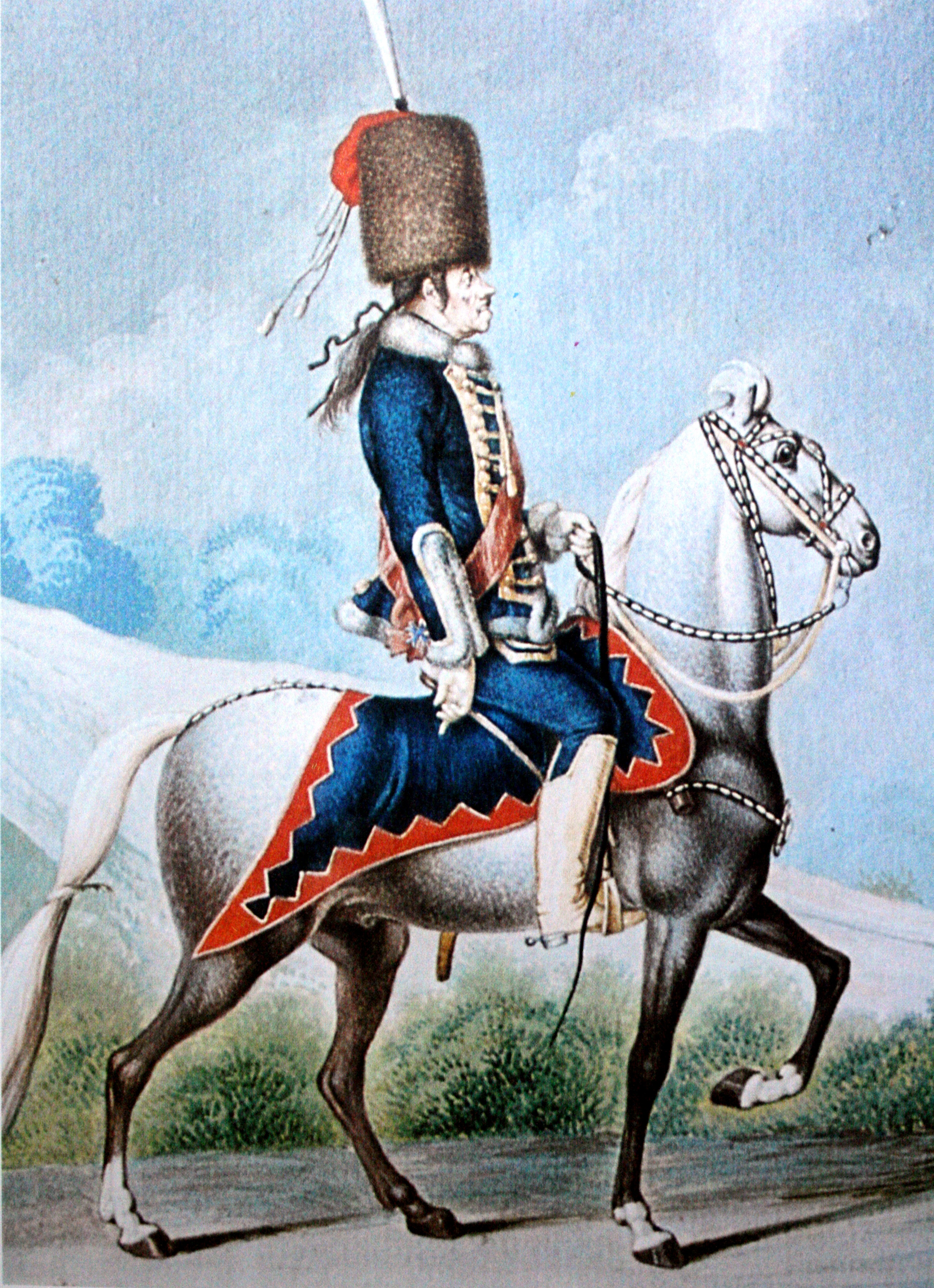
Der erste Chef des Regiments Hans Joachim von Zieten in der Offiziersuniform H 2 ca. 1775. Nach einem Kupferstich von Chodowiecki.

Das Husaren-Regiment „von Zieten“, genannt Zieten-Husaren, war ein Husarenregiment der Preußischen Armee. Zu Beginn des Ersten Weltkrieges war es der 6. Division in Brandenburg unterstellt. Es folgte der Tradition des altpreußischen Leibhusaren-Regiments des Generals von Zieten (H 2).

## Geschichte
Am 30. September 1730 wurde der Verband vom Soldatenkönig Friedrich Wilhelm I. als Berliner Husaren-Korps errichtet. 1736 wurde die Einheit in Leib-Korps-Husaren und Leib-Husaren-Regiment umbenannt (H 2). Nach der Doppelschlacht von Jena und Auerstedt wurde das Regiment beim Corps Blücher vernichtet und galt als erloschen, obwohl sich 6 Eskadrons nach Ostpreußen flüchten konnten. Im Rahmen der Reformen innerhalb der preußischen Armee wurde das Husarenregiment Nr. 3 neu errichtet und nahm an den Koalitionskriegen teil. Erst 1861 wurde nach langen Bemühungen die Nachfolge-Tradition des altpreußischen Husarenregiments H 2 anerkannt.
1818 wurde das Regiment Nr. 3 nach Gladbach, 1820 erst nach Düsseldorf, dann nach Düben verlegt. 1848 kämpften die Husaren im Schleswig-Holsteinischen Krieg und 1849 in Baden. Nach der endgültigen Verlegung nach Rathenow (1851) wurde der Verband in den Kriegen gegen Dänemark (1864), Österreich (1866) und Frankreich (1870/1871) eingesetzt. Auch im Ersten Weltkrieg waren Husaren aus dem Rathenower Regiment im Einsatz und einige mussten auch ihr Leben lassen.
Die Auflösung des Regimentes erfolgte am 30. Mai 1919.
Die Tradition führte in der Reichswehr die 2. Eskadron des 3. (Preußisches) Reiter-Regiments in Rathenow fort. Nach dem Übergang in die Wehrmacht wurde die Tradition noch bis in die 1940er-Jahre weitergeführt, indem sie an den Reitergeist Zietens und seiner Husaren erinnerten und an entsprechenden Feier- oder Gedenktagen in den Uniformen der Husaren auftraten. Nach Auflösung des Regiments hatte die Stadt Rathenow ein Denkmal für die Zieten-Husaren von dem Bildhauer Wilhelm Otto anfertigen lassen.

### Die Namen des Regimentes, von der Stiftung bis zur Auflösung
| - 1730–1736: Berlinsches Husaren-Korps - 1736–1741: Leib-Korps-Husaren - 1741–1806: Leib-Husaren-Regiment mit jeweils dem Namen des Chefs (H 2) - 1741–1786: „Zieten’sche Husaren“ - 1786–1794: „von Eben Husaren“ - 1794–1805: „von Göcking Husaren“ - 1805–1806: „von Rudorff Husaren“ - 1806–1808: Husaren-Brigade (Regiment) von Rudorff | - 1808: 01. Brandenburgisches Husaren-Regiment - 1809–1816: Brandenburgisches Husaren-Regiment - 1816–1823: 3. Husaren-Regiment (Brandenburgisches) - 1823–1860: 3. Husaren-Regiment - 1860–1861: Brandenburgisches Husaren-Regiment Nr. 3 - 1861–1889: Brandenburgisches Husaren-Regiment (Zietensche Husaren) Nr. 3 - 1889–1919: Husaren-Regiment von Zieten (Brandenburgisches) Nr. 3 |  |

### Die Chefs des Regimentes
- 1730–1736: von Beneckendorff
- 1736–1741: von Wurmb

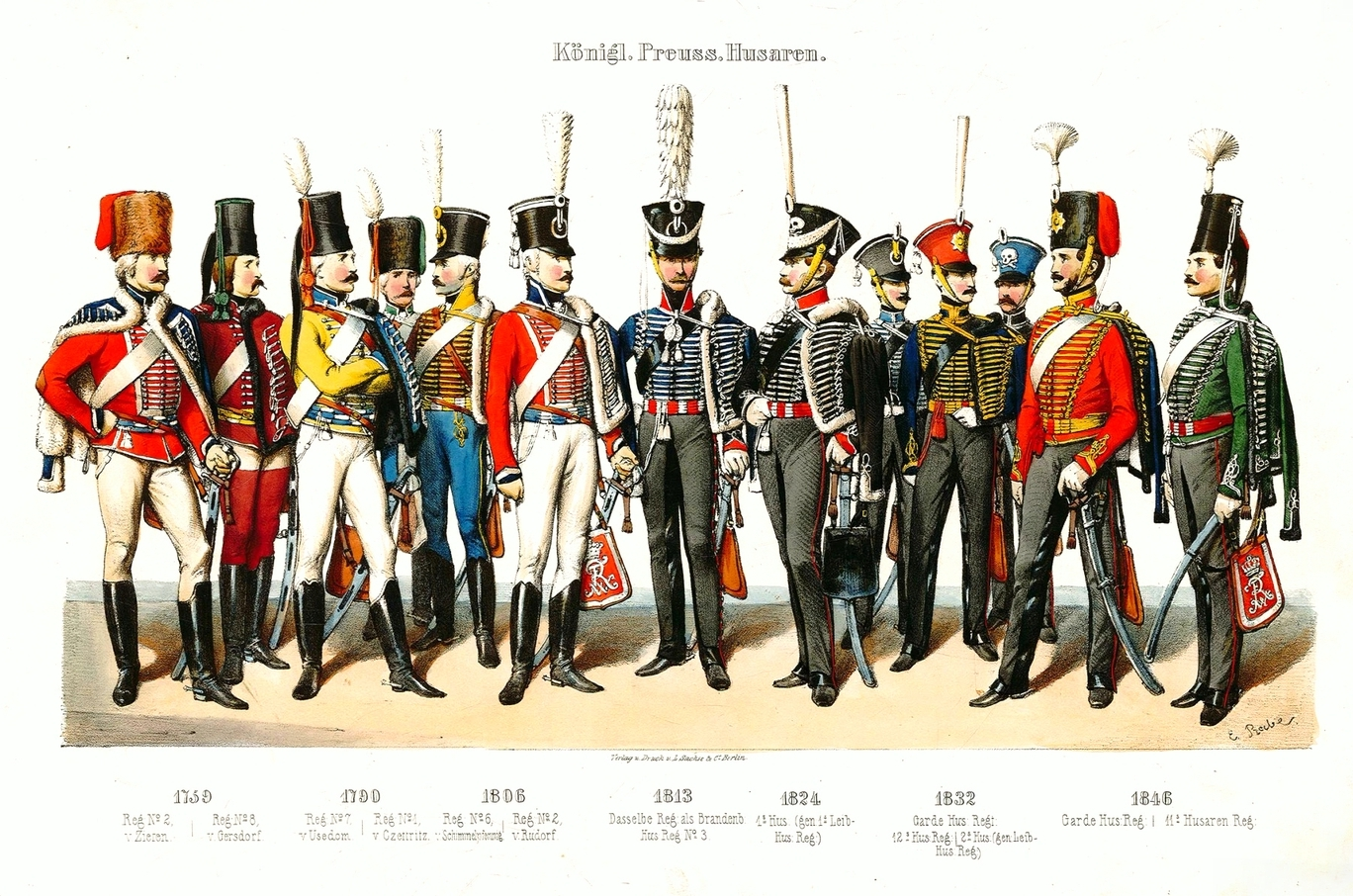
Preussische Husaren Uniformen von 1759 bis 1846

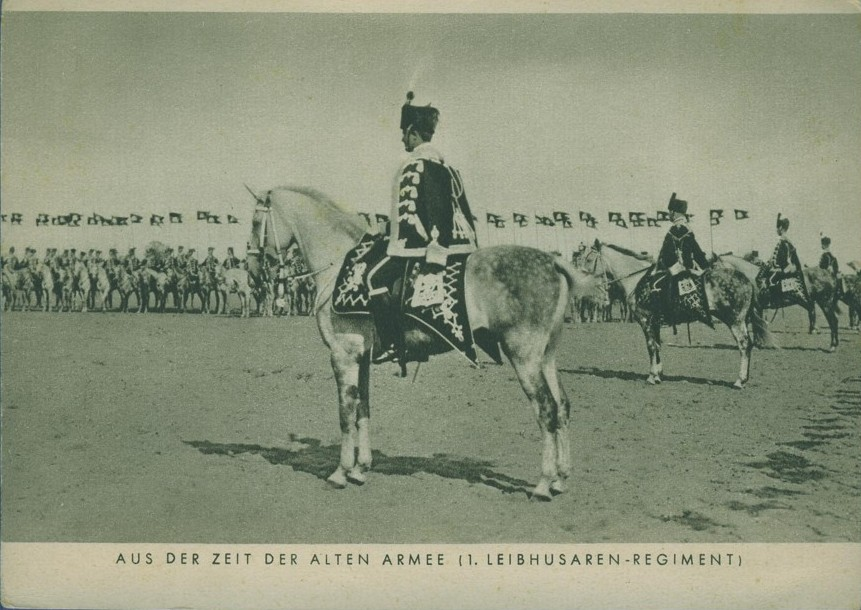
Leibhusarenregiment

- 1741–1786: General der Kavallerie Hans Joachim von Zieten
- 1786–1794: Generalleutnant Karl Adolf August von Eben und Brunnen
- 1794–1805: Generalleutnant von Göcking
- 1805–1806: Oberst/Generalmajor Wilhelm Heinrich von Rudorff
- 1823–1851: Herzog von Cumberland (später Ernst August König von Hannover)
- 1851–1878: König Georg V. von Hannover
- 1878–1885: Generalfeldmarschall Prinz Friedrich Karl Nikolaus von Preußen
- 1888 bis zum Ersten Weltkrieg: Generalfeldmarschall Arthur Prinz von Großbritannien und Irland, Herzog von Connaught

### Regimentskommandeure
| - 1730–1736: von Beneckendorff - 1736–1741: von Wurmb - 1741–1756: von Zieten - 1756–1758: von Seelen - 1758–1760: von Zettmar - 1760–1761: von Hundt - 1761–1763: von Rohr - 1763–1775: Joachim Bernhard von Prittwitz - 1775–1779: von Probst - 1779–1783: Karl Adolf August von Eben und Brunnen - 1783–1791: von Wolffrath - 1791–1792: von Berge - 1792–1793: von Lentz - 1793–1794: Anton Wilhelm von L’Estocq - 1794–1805: von Löweneck - 1805–1806: von Rudorff - 1806–1807: von Löben - 1807–1811: Karl Friedrich von Corswant - 1811–1813 Karl Friedrich Bernhard Helmuth von Hobe | - 1813–1815: Friedrich Georg von Sohr - 1815–1832: Karl von Klinckowstroem - 1832–1841: Wilhelm von der Horst - 1841–1843: Ferdinand von Dobeneck - 1843–1848: Friedrich von der Golz - 1848–1853: Alexander zu Solms-Braunfels - 1853–1854: Karl von Griesheim - 1854–1858: Anton von Pfuhlstein - 1858–1864: Georg von der Groeben - 1864–1867: Adalbert von Kalkreuth - 1867–1870: Hans Joachim von Zieten - 1871–1875: Egmont von Rauch - 1875–1883: Heinrich von Rosenberg - 1883–1885: Werner von Alvensleben - 1885–1890: Victor von Podbielski - 1890–1892: Wittilo von Griesheim - 1892–1897: Egon von Vollard-Bockelheim - 1897–1901: Arthur von Schmidt - 1901–1905: Heinrich von Keszycki | - 1905–1911: Karl von Wrochem-Gellhorn - 1911 – 21. September 1914: Ewald von Baumbach - 21. September – 16. November 1914: Major Heinrich von Velthelm - 16. November – 11. Dezember 1914: Rittmeister Ernst Rüdiger von Brüning - 12. Dezember 1914 – 13. Januar 1915: Oberstleutnant von Puttkammer - 15. Januar 1915 – 14. Januar 1918: Major/Oberstleutnant Walther von Jagow - 15. Januar – 2. August 1918: Oberstleutnant Hugo von Kayser - 3. August 1918 – 17. Dezember 1918: Major Eugen Schilling von Canstatt - 18. Dezember 1918–30. April 1919: Oberst Walther von Jagow - 1. Mai – 31. Juli 1919: Oberstleutnant Hugo von Kayser |  |

## Garnisonen und Standorte
Im Verlauf der Geschichte hatte das Regiment mehrere Garnisonen und weitere Standorte, die unter anderem bei Kriegsgeschehen auch temporär bezogen wurden. Die Garnison des Regiments waren oft prägend für die Ortsbilder und gleichzeitig gesellschaftlicher und wirtschaftlicher Faktor in den jeweiligen Orten. 1873 wurde für die Garnison in Rathenow Erweiterung der Kasernen beschlossen. Nachfolgend eine Übersicht von historischen Standorten des Regiments.
- 1730–1812 Berlin, Garnison in der Hauptstadt und weiteren Städten in Preußen.
- 1820–1866 Frankreich, Rheinprovinzen und Westfalen Garnisonen in Gladbach, Düsseldorf und weitere Standorte.
- 1820–1851 Düben, und weitere Standorte.
- 1851–1870/71 Rathenow.
- zeitweise zusätzliche Standorte während des Deutsch-Französischer Krieg.

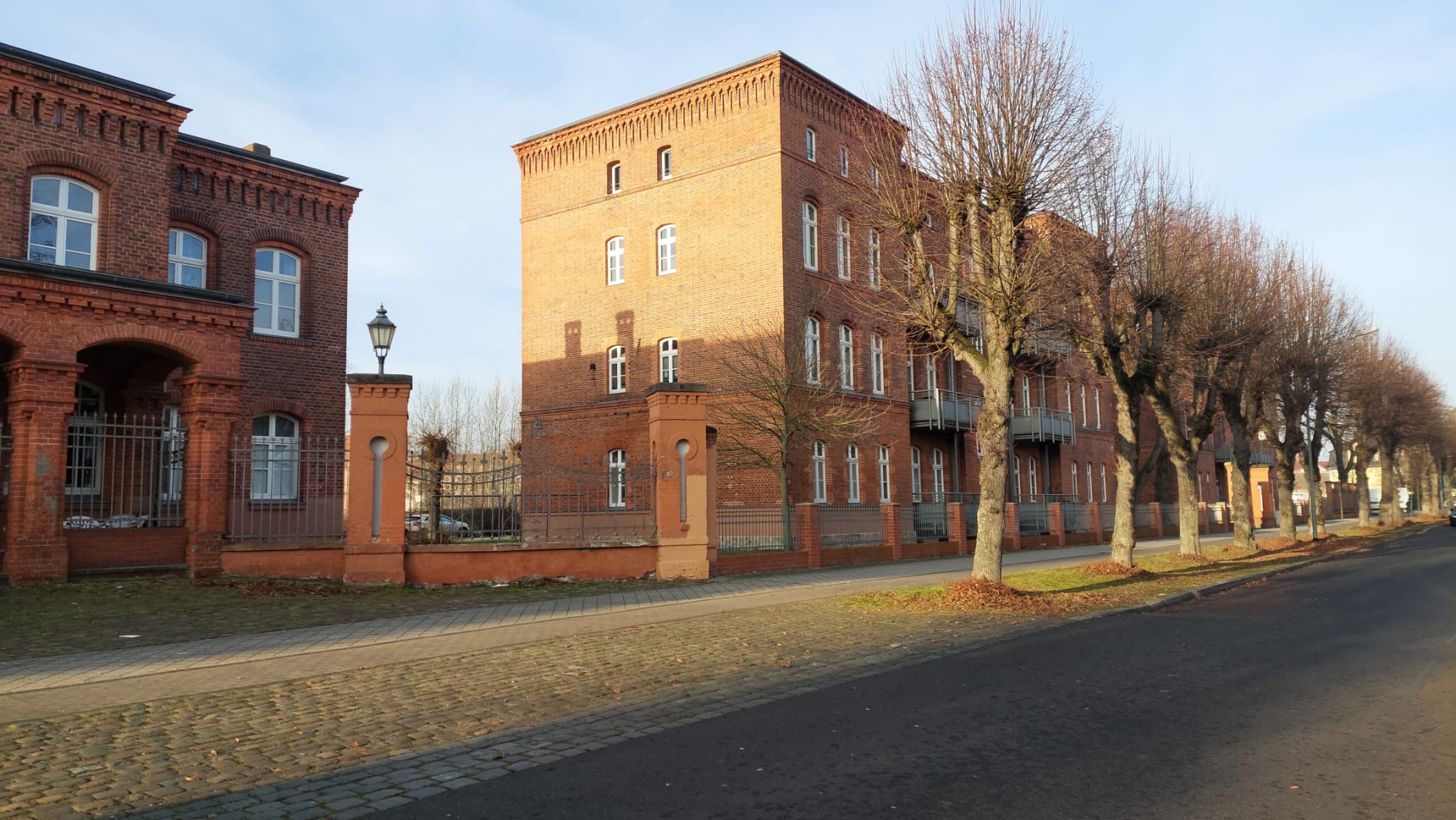
Zietenhusarenkaserne Rathenow

## Rezeption in Kunst und Literatur
Die Komponisten Bernhard Scholz und Theobald Rehbaum veröffentlichten 1869 das Libretto „Zieten'sche Husaren : komische Oper in drei Acten“.